# یارچوو
یارچوو (به لاتین: Jarczów) یک روستا در لهستان است که در گمینا یارچوو واقع شده‌است. یارچوو ۸۷۶ نفر جمعیت دارد.